# Spidey e i suoi fantastici amici
Spidey e i suoi fantastici amici (in inglese Spidey and His Amazing Friends) è una serie d'animazione digitale per bambini di età prescolare prodotta da Atomic Cartoons e basata sul personaggio dell'Uomo Ragno della Marvel Comics. Essa presenta delle versioni più giovani dei personaggi Marvel.
La serie, debuttata il 6 agosto 2021 su Disney Junior, è stata rinnovata per una seconda stagione, in onda a partire dal 19 agosto 2022. Nel mese di giugno del 2022, la serie è stata rinnovata per una terza stagione.
In Italia viene inserita su Disney+ dal 6 ottobre 2021 e in TV dal 29 agosto 2022 su Rai Yoyo.

## Trama
La serie segue le avventure di Peter Parker / Spidey, Miles Morales / Spin e Gwen Stacy / Ghost-Spider che affrontano supercattivi come Green Goblin, Doc Ock, Rhino, Electro, la Gatta Nera e l'Uomo Sabbia. Spidey, Spin e Ghost-Spider ricevono occasionalmente una mano da altri supereroi.

## Personaggi e doppiatori
| Personaggio                  | Doppiatore originale | Doppiatore italiano   |
| ---------------------------- | -------------------- | --------------------- |
| Peter Parker / Spidey        | Benjamin Valic       | Valeriano Corini      |
| Miles Morales / Spin         | Jakari Fraser        | Valentina Pallavicino |
| Gwen Stacy / Ghost-Spider    | Lily Sanfelippo      | Arianna Vignoli       |
| May Parker                   | Melanie Minichino    | Martina Felli         |
| T'Challa / Pantera Nera      | Tru Valentino        | Ezzedine Ben Nekissa  |
| Kamala Khan / Ms. Marvel     | Sandra Saad          | Agnese Marteddu       |
| Web-Ster                     | Nicolas Roye         | Metello Mori          |
| Norman Osborn / Green Goblin | JP Karliak           | Simone Lupinacci      |
| Olivia Octavius / Doc Ock    | Kelly Ohanian        | Luisa D'Aprile        |
| Aleksei Sytsevich / Rhino    | Justin Shenkarow     | Tito Marteddu         |

## Episodi
| Stagione         | Episodi | Prima TV originale | Prima TV Italia |
| ---------------- | ------- | ------------------ | --------------- |
| Prima stagione   | 25      | 2021-2022          | 2021-2022       |
| Seconda stagione | 29      | 2022-2023          | 2022-2023       |
| Terza stagione   | 30      | 2024-2025          | 2024-2025       |
| Quarta stagione  | 30      | 2025-2026          | 2025-2026       |